# Ölrain
Der Ölrain ist ein 1542 m ü. NHN hoher Berg in den Walchenseebergen in den Bayerischen Voralpen. Er kann als einfache Bergwanderung von Ohlstadt oder Eschenlohe aus erreicht werden. Meist wird jedoch der nahegelegene und höhere Hirschberg stattdessen als Ziel gewählt.